# Famille des Monts
La famille de Mont ou des Monts (de Montibus, de Monte) est une famille noble du canton de Vaud, en Suisse. Une première dynastie semble attestée avant l'an mil avec Amalric de Mont. Une seconde dynastie commence au XIIe siècle avec Louis de Mont qui s'éteint au cours du XIVe siècle.

## Histoire
La famille des seigneurs de Mont ou des Monts (de Montibus) possède le château-fort de Mont-le-Grand, actuel commune de Mont-sur-Rolle, dans le canton de Vaud, attesté depuis 996 (castello Mont),.
Mont-sur-Rolle est mentionné dans la documentation, entre 994 et 1031, Monte, puis burgum de Montibus, Mont-le-Neuf et Mont-le-Grand. Mont-le-Grand est une seigneurie appartenant aux sires de Mont de 1177 à l'extrême fin du XIVe siècle, elle comprend, selon un hommage du début du XVe siècle, le bourg des Monts, Germagny (actuel hameau de Mont-sur-Rolle), Hautecour (Mont-sur-Rolle), Perroy, Bougy-Milon, Mollens, Bière et Berolle, Rolle et le tiers du Mollard (château) de la coseigneurie de Genolier.
La notice du Dictionnaire historique de la Suisse en ligne rédigée par l'historien suisse Bernard Andenmatten précise que la famille « peut-être éteinte dans les mâles à la fin du XIe siècle, [puis qu'elle] réapparaît au XIIe siècle, détentrice du château et porteuse des mêmes noms (seconde maison de Mont), ce qui peut faire supposer une perpétuation en lignée féminine. »

### Seconde maison de Mont
La seconde maison débute avec Louis, sire de Mont dans la seconde moitié du XIIe siècle. Dans un acte non daté, il accorde à la chartreuse d'Oujon une franchise du consentement de sa femme, Amblare/Ambalra, et de ses fils, Conon, Amaldric et Humbert. Louis est considéré, selon la tradition du XIIIe siècle, comme l'un des fondateurs de la chartreuse,. Les membres de cette famille sont mentionnés dans une convention, entre l'abbaye de Bonmont et l'évêque de Genève, Arducius de Faucigny, en 1177. L'évêque y confirme les donations de Louis, décédé, et sa famille,. Son fils, Conon, est mentionné aux côtés de son épouse, Alaïs, et de son fils, Ebal, l'acte précisant qu'ils résident au château de Mont,.
Les branches de la famille s'éteignent en ligne masculine à la fin du XIVe siècle. La seigneurie de Mont passe alors à la famille de La Sarraz.

## Filiation

### Première dynastie
Robert des Monts, (? - après 1002), seigneur des Monts, fils d'Almaric comte du pays Equestre,. Il hérite de « la partie septentrionale de l'ancien comté des Equestres ». Son épouse est inconnue, il a plusieurs fils dont fils Amalric ou Amaury (II), que l'on trouve mentionné dans un échange daté de l'année 1032,.
X... des Monts, seigneur des Monts, ∞ Alwide, dont : Isiliard, Bertrand et Ulrich.
La famille semble s'être éteinte dans les mâles vers la fin du XIe siècle, toutefois le patronyme ressurgit au siècle suivant avec la même implantation ce qui laisse « supposer une perpétuation en lignée féminine ». D'où la seconde dynastie.

### Seconde dynastie
Louis de Mont († av. 1177), seigneur de Mont, vraisembablement fondateur de la chartreuse d'Oujon, ∞ Amblara, dont :
- (?) Louis,
- Conon, qui suit,
- Amaury/Amaldric,
- Humbert, ∞ Guillelma[n 5] de qui il a : Guillaume, Louis, Raymond, Pierre, Étienne et Nicolas ; → souche d'une branche cadette, avoués de Mollens puis possessionnée à Cossonay et Aubonne, plus la sous-branche des nobles de Mollens[11],
- Landri, évêque de Sion (1206-1237)[DHS 4],
- Béatrix.

Conon de Mont, fils du précédent, seigneur de Mont, ∞ Alaïs/Adelais de qui il a :
- Ebal Ier[n 7], qui suit,
- Guy[n 8], (? - avant le 9 novembre 1235), chevalier et seigneur de Genolier[n 9] : → souche de la branche de Genol(l)ier (puis Genolier revient à la branche aînée à l'extinction de ces cadets, dès 1318)[11] ; ∞ (1) N.N. , ∞ (2) Juliane, dont[n 10] : Conon, Nicole et Isabelle,
- Louis[n 11], abbé de l'abbaye du lac de Joux.

Ebal Ier des Monts, (? - entre le 30 janvier 1237 et janvier 1246), fils du précédent, seigneur des Monts vers 1211 avant de devenir moine à Oujon en 1245, ∞ Béatrice de qui il a :
- Henri, qui suit,
- Ebal II, armé chevalier en 1238, attesté à Londres en 1246. Confident du roi d'Angleterre Henri III[n 14], il l'accompagne dans une expédition militaire en Gascogne et y est nommé en 1254 châtelain de Benauges. Revient au pays natal en 1261 pour signer un accord relatif au château de Rolle, puis termine sa carrière comme châtelain de Windsor[12],[13],[14].
- Rodolphe[n 15], chanoine de Lausanne,
- Alays, ∞ Reymond de Montricher.

Henri des Monts, fils du précédent, seigneur des Monts dès 1245. ∞ Perrette, dont :
- Ebal III qui suit,
- Jean,
- Christophe,
- Rodolphe, (? - vers 1266),
- Isabelle, (? - vers 1250),
- Béatrice, (? - vers 1250),
- Clémence, (? - vers 1250).

Ebal III des Monts, fils du précédent, seigneur des Monts vers 1250. Il participe activement à jeter les fondations du château de Rolle en 1261 avec son oncle Ebal II. En 1266, il abandonne ses dîmes sur Bière à Pierre II de Savoie. ∞ Alix, dont :
- Jean Ier, qui suit,
- Guillaume (? - vers 1276),
- Henri (? - vers 1276),
- Jacques,
- Rodolphe (? - vers 1276),
- Agnès (? - vers 1276).

Jean de Mont (? - 8 janvier 1317), fils du précédent, seigneur des Monts dès 1284, chevalier en 1304, châtelain d'Yverdon et de Nyon (1306), puis bailli de Vaud (1309-1311)
. ∞ Clémence, dont :
- Jean II, qui suit,
- Henri (II) († v. 1330), ∞ Alexie d'Aubonne : → souche d'une branche cadette, coseigneur de(s) Mont(s)[11],
- Agnesson, ∞ Jacques de Goumoens-le-Châtel,
- Jordane, ∞ Perrod de Blonay,
- Aymon.

Jean II des Monts, (? - 1365), fils du précédent, seigneur des Monts vers 1317 avec son frère Henri. Depuis la 1re moitié du XIVe siècle au moins, les barons des Monts jouissent du vidomnat et de la mestralie de Rolle, conférés ou renouvelés par Louis II de Savoie-Vaud qui reconnaissait ainsi que la terre où fut bâtie la ville de Rolle relevait initialement de la seigneurie de(s) Mont(s), ∞ Maot/Mahault de La Sarraz, dont :
- Richard, qui suit,
- Jean, ∞ Alexie, fille de François Ier de Montferrand-La Sarraz.

Richard des Monts, fils du précédent, seigneur des Monts. ∞ N.N., dont :
Jean III des Monts, fils du précédent, seigneur des Monts. ∞ Elinode Varambon (fille présumée de Pierre II de La Palu-Varambon ; veuve elle se remarie à Jean II d'Oron, seigneur d'Attalens). dont :
Arthaud des Monts († av. le 6 avril 1400), fils du précédent, seigneur des Monts (vers 1370), ∞ Galienne d'Estrées, fille de Girard d'Estrées, chancelier de Savoie, qui lui apporte en dot la seigneurie de Genolier ? ou plutôt son douaire, Genolier étant un fief de la maison des Monts ?).
Après le décès d'Arthaud, dernier membre direct, la seigneurie/baronnie passe, vers 1400, entre les mains d'un parent, Aymon de La Sarraz († 1427 ; x Bonne, fille d'Othon de Salins-la-Tour d'Aresches), fils de François II de la Sarraz (fils de François Ier, le frère de Maot/Mahaut de La Sarra, elle-même bisaïeule d'Arthaud des Monts), puis à son fils Claude († v. 1428). La fille de Claude de La Sarraz et de Jacquemette de Seyssel d'Aix (x en 1422), Jaquème de La Sarraz n'hérite pas — elle est pourtant mariée avec postérité à Claude-Antoine de St-Trivier de Branges, issu du 1° lit de Guillaume (Antoine) de St-Trivier de Branges, le 1° mari de sa mère Jacquemette — et Mont reste à sa mère Jacquemette de Seyssel († 1459), la veuve de Claude, déjà mariée en 1397 avec Guillaume (Antoine) de Saint-Trivier de Branges († 1408 ; Jacquemette épouse en 3° noces Jacques de La Baume de l'Abergement).
Leur fils Antoine (Guillaume) de St-Trivier de Branges (marié en 1442 à Alix, fille de Pierre de La Baume du Mont-St-Sorlin, remariée veuve à Claude de Lugny) prend le titre de seigneur de Monts et de Genolier. Sa fille Claude/Claudine de Saint-Trivier hérite. Sans postérité de ses deux premiers époux, Claude de St-Trivier dispose le 1er août 1517 de sa baronnie des Monts en faveur du duc de Savoie Charles ; mais cette donation fut révoquée — car Claude prit un 3° mari, Jean (François) Noyel (ou Noël) de Bellegarde, maître d'hôtel et conseiller du duc de Savoie — et remplacée par le don de Genolier au duc.
L'époux de Claude, Jean (François) de Bellegarde, ou bien leur fils François Noyel (Noël) de Bellegarde des Marches [† v. 1556 ; ambassadeur de Savoie auprès de Charles Quint ; Postérité de son union en 1456 avec Gasparde de Menthon, se soumettent en 1536 à la souveraineté des Bernois, conquérants du Pays de Vaud. Mais vers 1549/1550, les Bellegarde doivent se séparer de Mont, qui passe à deux personnages, chacun contestant les droits de l'autre — la situation étant compliquée par un enchevêtrement d'hypothèques, de créances et de dettes non honorées — François Champion de La Bâtie (suivi de son fils Jacques Champion), face à Michel, comte de Gruyère et baron d'Aubonne, qui se dit acquéreur spolié par ses cousins, les Champion.
Finalement, la situation se dénoue en octobre 1553 par l'acquisition réalisée par Jean Steiger († le 10 février 1582) — Hans Steiger, trésorier puis avoyer de Berne, riche notable bernois. Cependant, dès 1554 Steiger revend Mont à Jean-Amédée de Beaufort de Salagine, aussi acheteur de Rolle, Mont-le-Vieux et Coppet, un ami du comte Michel de Gruyère (ils soutenaient un parti nobiliaire, aristocratique, la Confrérie de la Cuiller). Mais, endetté, Beaufort transmet à son ami et garant ledit Michel de Gruyère, qui au vu de sa propre déconfiture ne peut rien sauver, même pas son comté de Gruyère ni Aubonne (novembre 1554) ; Jean/Hans Steiger retrouve donc Mont-le-Grand vers 1554/1555 ! ; il acquiert de plus la baronnie de Rolle et Mont-le-Vieux le 21 juillet 1558. La famille Steiger gardera Mont-le-Grand en sa possession, plus Rolle et Mont-le-Vieux, jusqu'à la fin du XVIIIe siècle (1798, Révolution vaudoise) : l'héritière Suzanne-Marie-Anne Steiger (née en 1713) transmet certes Mont à son époux René de Beaucastel (1706-† ap. 1767 ; né dans la Principauté d'Orange, réfugié au Pays de Vaud, cité en 1767 comme baron de Mont-le-Grand), mais, sans enfant, la succession revient à la nièce de Suzanne, Sophie-Charlotte Steiger, dame de Rolle et Mont-le-Vieux (née en 1739), femme de Charles-Rodolphe Kirchberger († ap. 1816 plutôt qu'en 1808 ; marié avec Sophie-Charlotte en 1765 ; conseiller, sénateur et banneret de Berne, bailli de Brandis) : ils sont les derniers barons de Rolle, Mont-le-Vieux et Mont-le-Grand.

## Personnalités
- Conon, évêque de Sion (1179-1181/84), probablement issu de la famille[16].
- Landri de Mont († 1237), évêque de Sion (1206-1236)[DHS 4].
- Jean de Mont († 1317), seigneur de Mont (1284), chevalier (1304), châtelain d'Yverdon (1305-1306) et de Nyon (1306), bailli de Vaud (1309-1311)[DHS 5].

## Armes et sceaux
Les armes de la famille se blasonnent ainsi D'or, à la croix de sable.
La branche cadette ajoute un lambel en chef à trois pendants.
Dom Courtray (1911) relevait que les sceaux des descendants de Louis I, seigneur de Mont,  Ebal I (1244) et son fils, Henri (1245), portaient « dans le champs un demi lion contourné ». Les sceaux de leurs successeurs, Ebal II (1254), Jean I (1288), Jean II et son frère Henri (1318), ont sur leur un écu une croix. Cette croix est reprise par le Dictionnaire historique, géographique et statistique du Canton de Vaud (1867), qui précisait D'or, à la croix de sable.,,.
Dom Courtray (1911) indiquait également que l'Armoiral historique du pays de Vaud (1880) attribuait trois écus, dont les deux derniers étaient ceux retenus par Louis de Charrière :
- « de Mont-le-Grand (sires), sires de Mont et de Rolle » : d'or au lion issant d'azur.
- « de Mont (Aubonne, Cossonay) » : d'or à la croix de sable chargée d'une coquille d'argent.
- « des Monts (sires) Sires de Mont » : d'argent à la croix de gueules.

Les armes de la Chartreuse d'Oujon, fondée par Louis de Mont, se blasonnent D'or, à la croix de sable alias d'argent à la croix de gueules.